# Charles M. Harris
Charles Murray Harris, född 10 april 1821 i Munfordville i Kentucky, död 20 september 1896 i Chicago i Illinois, var en amerikansk politiker (demokrat). Han var ledamot av USA:s representanthus 1863–1865.
Harris efterträdde 1863 William Kellogg som kongressledamot och efterträddes 1865 av Abner C. Harding.
Harris är begravd i Oquawka i Illinois.